# Jablonové (okres Malacky)
Jablonové (Hongaars:Pozsonyalmás) is een Slowaakse gemeente in de regio Bratislava, en maakt deel uit van het district Malacky.
Jablonové telt 1082 inwoners.